# Gare de Higashi-Okayama
La gare de Higashi-Okayama  (東岡山駅, Higashi-Okayama -eki) est une gare ferroviaire de la ville d'Okayama au Japon. Elle est exploitée par la compagnie JR West.

## Situation ferroviaire
La gare est située au point kilométrique (PK) 136,1 de la ligne principale Sanyō. Elle marque la fin de la ligne Akō.

## Histoire
La gare a été inaugurée le 18 mars 1891 sous le nom de gare de Nagaoka. Elle est renommée Saidaiji en 1906 puis Higashi-Okayama en 1961.

## Service des voyageurs

### Accueil
La gare dispose d'un bâtiment voyageurs ouvert tous les jours, avec des guichets et des automates pour l'achat de titres de transport.

### Desserte
- Ligne principale Sanyō :
  - voies 1 et 2 : direction Okayama
  - voie 4 : direction Wake  et Himeji
- Ligne Akō :
  - voie 3 : direction Saidaiji et Banshū-Akō